# Jo Morrow
Beverly Jo Morrow, meglio conosciuta come Jo Morrow (Cuero, 1º novembre 1939), è un'attrice e modella statunitense.

## Biografia
Nel 1958, Jo Morrow vinse il titolo di Miss Pasadena e rappresentò questa città nel concorso di Miss California.
La partecipazione a un concorso "Be a Star", consentì alla Morrow di firmare un contratto cinematografico con la 20th Century Fox per recitare accanto a Gary Cooper nel film Un pugno di polvere (1958). Subito dopo passò alla Columbia Pictures, dove apparve in una decina di film e in una dozzina di episodi di serie TV tra il 1958 e il 1963, tra cui nella pellicola Il nostro agente all'Avana (1959), in cui interpretò la figlia di Alec Guinness, Milly Wormold.
Il 30 giugno 1963 la Morrow sposò il compositore Jackie Barnett, autore di canzoni per Jimmy Durante. Dopo la nascita della figlia Dawn, sorda, nel 1964, rinunciò ai film per la maternità. Due anni dopo diede alla luce il figlio James. Ebbe un breve ritorno in alcuni film ed episodi di serie TV negli anni settanta.

## Filmografia parziale

### Cinema
- Un pugno di polvere (Ten North Frederick), regia di Philip Dunne (1958)
- Juke Box Rhythm, regia di Arthur Dreifuss (1959)
- I cavalloni (Gidget), regia di Paul Wendkos (1959)
- La leggenda di Tom Dooley (The Legend of Tom Dooley), regia di Ted Post (1959)
- Il nostro agente all'Avana (Our Man in Havana), regia di Carol Reed (1959)
- I 13 fantasmi (13 Ghosts), regia di William Castle (1960)
- I viaggi di Gulliver (The 3 Worlds of Gulliver), regia di Jack Sher (1960)
- I guerriglieri della giungla (Brushfire), regia di Jack Warner Jr. (1962)
- Una domenica a New York (Sunday in New York), regia di Peter Tewksbury (1963)
- Il ballo delle pistole (He Rides Tall), regia di R.G. Springsteen (1964)
- Una pazza storia d'amore (Blume in Love), regia di Paul Mazursky (1973)
- Terminal Island - L'Isola dei Dannati (Terminal Island), regia di Stephanie Rothman (1973)
- Doctor Death: Seeker of Souls, regia di Eddie Saeta (1973)

### Televisione
- The Aquanauts – serie TV, episodio 1x07 (1960)
- Hawaiian Eye – serie TV, episodio 3x07 (1961)
- Avventure in paradiso (Adventures in Paradise) – serie TV, episodio 3x04 (1961)
- Surfside 6 – serie TV, episodio 2x40 (1962)
- Maverick – serie TV, episodio 5x09 (1962)
- Indirizzo permanente (77 Sunset Strip) – serie TV, episodi 4x29-5x07-6x19 (1962-1964)